# Cölestin Teschler
Cölestin Teschler (* 28. Dezember 1681 als Anton Teschler; † 12. September 1718 in Wasserburg) war von 1711 bis 1718 Bibliothekar des Klosters St. Gallen.

## Leben und Wirken
Pater Cölestin stammte aus Teschlihusen (Lömmenschwil). 1693 ist er im Kloster St. Gallen bezeugt, wo er am 10. August 1698 die Profess ablegte. 1703 wurde er Subdiakon, 1704 Diakon. Die Priesterweihe empfing er am 29. Mai 1706, die Primiz folgte am 13. Juni des gleichen Jahres.
Bereits als Frater war Teschler in der Klosterschule als Lektor für Philosophie tätig. Ab 1708 hielt er Vorlesungen über Theologie, seit 1711 solche über Kirchenrecht. 1711 wurde er ausserdem zum Bibliothekar ernannt. In dieser Funktion machte er sich um die Rettung der Bibliothek verdient, deren Bestände aufgrund der Klosterplünderung im Zuge des Toggenburgerkrieges gefährdet waren. Nach der Rückkehr aus dem Exil bemühte sich Pater Cölestin um den Wiederaufbau der Stiftsbibliothek. Von der Bevölkerung wurde er als Theologe und Seelsorger sehr geschätzt.